# Отеніт
Отеніт — мінерал класу фосфатів, водний уранілфосфат кальцію шаруватої будови, група отеніту.

## Етимологія та історія
Отеніт був названий на честь міста Отен у французькому муніципалітеті Сен-Сімфор'єн-де-Мармань,  де вперше був знайдений мінерал. Мінерал був науково описаний у 1852 році двома англійськими кристалографами та мінералогами Генрі Джеймсом Бруком (1771–1857) та Вільямом Геллоузом Міллером (1801–1880), які назвали його на честь типового місця розташування.

## Загальний опис
Хімічна формула: Ca(UO2)2[PO4]2•nH2O. Домішки BaO, MgO, Fe2O3 і ін.
Склад у % (з родовища Отен, Франція): CaO — 5,24; UO3 — 61,34; P2O5 — 14,32; H2O — 19,66.
Сингонія тетрагональна. Дитетрагонально-дипірамідальний вид. Спайність досконала по (001). Кристали тонкотаблитчасті, слюдоподібні, дрібні друзи, лускаті агрегати. Густина 3,1-3,2. Твердість 2-3. Колір зелений, жовтий. Блиск перламутровий. Прозорий до напівпрозорого. Сильно радіоактивний. Крихкий.
Зустріч: вторинний мінерал, отриманий з первинних урановмісних мінералів в окисних умовах, у гідротермальних жилах, гранітних пегматитах тощо.
Асоціація: мета-отеніт, торберніт, фосфор-ураніліт, салеїт, уранофан, уранофан-бета, сабугаліт.
Типовий матеріал зберігається в Національному музеї природознавства (Париж) під номером колекції H6307.

## Переробка і використання
Отеніт — сировина для одержання урану. Основний метод вилучення з руд — гідрометалургія. Застосовується також механічне збагачення: рудорозбірка, радіометрична сепарація та вибіркове дроблення. З бідних тонковкраплених руд отеніт вилучають флотацією.

## Родовища
Розповсюдження: Шнеєберг, Кірхберг, Шварценберг, Йоганнгеоргенштадт (Саксонія, ФРН), Лімож (Франція), Яхімов (Чехія), пров. Шаба (ДР Конго), район Моунт-Пойнт (шт. Півд. Австралія), Сабугала (Португалія), Спрус-Пайн (шт. Півн. Кароліна), Спокейн (штат Вашингтон) — США.

## Різновиди
Розрізняють:
- отеніт баріїстий (ураноцирцит),
- отеніт водневий (водний кислий уранілфосфат Н2[UO2PO4]2•8H2O),
- отеніт каліїстий (різновид отеніту, який містить К2О),
- отеніт кальціїстий (зайва назва отеніту),
- отеніт кобальтистий (отеніт з домішками кобальту),
- отеніт магніїстий (різновид отеніту, який містить 4,4 % MgO),
- отеніт манґанистий (різновид отеніту, який містить 8,0 % MnO),
- отеніт мідний (різновид отеніту, який містить 5,0 % CuO),
- отеніт свинцевистий (різновид отеніту, який містить 19,0 % PbO).

## Інтернет-ресурси
- Locock A J, Burns P C Download am/vol88/AM88_240.pdf American Mineralogist 88 (2003) 240-244 The crystal structure of synthetic autunite
- mineral=Autunite